# Alexandrijnse liturgie
De Alexandrijnse liturgie is de liturgie van de oosterse kerken binnen het patriarchaat van Alexandrië. Officieel wordt deze liturgie de liturgie van de Heilige Markus genoemd. Volgens de traditie was de evangelist Marcus de eerste bisschop van Alexandrië.
De Alexandrijnse liturgie is onderverdeeld in de Koptische liturgie en een Ge'ez variant. De Koptische liturgie wordt gebruikt in de Koptisch-Orthodoxe Kerk en in de Koptisch-Katholieke Kerk. De liturgische taal is Koptisch en Arabisch. De Ge'ez liturgie wordt gebruikt in de Ethiopisch-Orthodoxe Kerk, de Eritrees-Orthodoxe Kerk en in de Ethiopisch-Katholieke Kerk. De liturgische taal is Ge'ez.
De huidige liturgie bevat elementen van de Byzantijnse liturgie van de Heilige Basilius en van de liturgieën van de Heilige Marcus, Cyrillus van Alexandrië en Gregorius van Nazianze.